# Андерссон, Рой (футболист)
Рой Андерссон (швед. Roy Andersson; род. 2 августа 1949, Мальмё) — шведский футболист, защитник. Отец двух сыновей-футболистов: Даниеля и Патрика.

## Карьера
Всю свою карьеру, с 1968 по 1983 года, провёл в шведском «Мальмё», где, сыграл 327 матч и забил 21 мяч.
За сборную Швеции сыграл 20 матчей. Был включен в сборную на чемпионат мира 1978 в Аргентине. Сыграл во всех трёх матчах сборной на турнире.

## Достижения
- Чемпион Швеции: 1970, 1971, 1974, 1975, 1977
- Обладатель Кубка Швеции: 1973, 1974, 1975, 1978
- Футболист года в Швеции: 1977